# Betzen

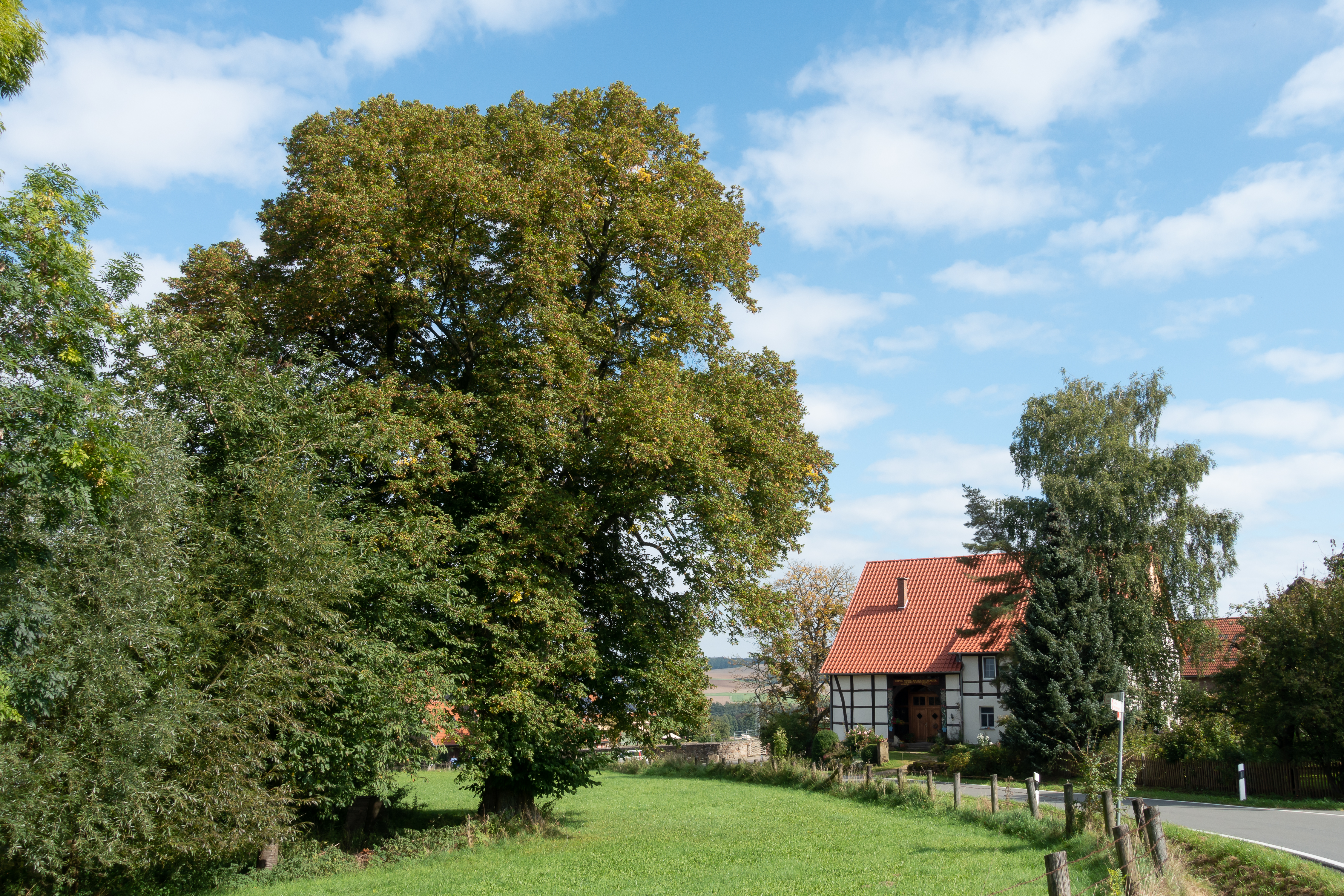
Betzen

Betzen ist ein zum Ortsteil Wendlinghausen gehörender Weiler der lippischen Gemeinde Dörentrup in Nordrhein-Westfalen in Deutschland.

## Geographie
Der aus wenigen Höfen bestehende Weiler liegt rund vier Kilometer südöstlich der Dörentruper Ortsmitte, zwischen Wendlinghausen im Westen sowie den ebenfalls zu Dörentrup gehörenden Ortsteilen Humfeld im Nordosten und Bega im Südosten.

## Geschichte
Betzen wurde 1363 als Bethsen erstmals schriftlich erwähnt.
Im Laufe der Jahrhunderte sind folgende Versionen ebenfalls als Ortsnamen belegt: Bettesen (1394), Betsen (um 1409, im Landschatzregister), Betzen (1446, im Urbar Möllenbeck), Betze (1467, im Landschatzregister), Bethzenn (1507, im Landschatzregister), Betzenn (1535), Bezen (1590, im Landschatzregister), Bettzen (1618) sowie Betzen (ab 1758).

### 20. Jahrhundert
Mit dem Gesetz zur Neugliederung des Landkreises Lemgo (Lemgo-Gesetz) wurde Wendlinghausen mit den Weilern Betzen und Stumpenhagen zum 1. Januar 1969 ein Ortsteil der Gemeinde Dörentrup. Der Kreis Lemgo ging am 1. Januar 1973 im Zuge der nordrhein-westfälischen Kreisreform im Rahmen des Bielefeld-Gesetzes durch Vereinigung mit dem Kreis Detmold im heutigen Kreis Lippe auf.

## Wirtschaft und Infrastruktur

### Öffentlicher Nahverkehr
In Betzen gibt es eine Bushaltestelle der Linie 922 zwischen Barntrup und Lemgo.
Der nächsten Haltepunkte der „Begatalbahn“ befinden sich in Bega und Farmbeck.

### Bildung
Eine Schule gibt es in Betzen nicht, die Grundschulkinder besuchen die „Grundschule Dörentrup-Ost“ in Humfeld.